# Лексична семантика
Лекси́чна сема́нтика є частиною семантики, яка займається значеннями окремих лексичних елементів слів, морфем і лексем, відрізняючись, таким чином, від семантики речень.
Основу лексичної семантики складають:
- класифікація і аналіз слів;
- опис відмінностей та спільних рис у лексичних семантичних структурах між різними мовами;
- образ, за яким значення окремих лексичних елементів відноситься, за допомогою синтаксису, до значення цілого речення.

Смислові одиниці і лексика мови називаються лексичними одиницями. Якщо одну лексичну одиницю складають два чи більше слів (словосполучення), то говорять про фразеологічну одиницю.
Центральними поняттями в лексичній семантиці є лексичні зв'язки і те, наскільки значення окремого слова визначається значенням речення в цілому, котре називається в такому випадку семантичною мережею. Також звертають увагу на відношення значень різних слів. Центральними є поняття синонімія, антонімія, гіперонімія, гіпонімія, а також знаменні і службові слова. Важливу роль відіграють також омоніми і пароніми, але вони пов'язані як із зовнішньою формою (написанням) слів, так і з їх значенням.
Семасіологія це розділ лінгвістики, що вивчає лексичну семантику.